# Desplaçament elèctric
En electromagnetisme el desplaçament elèctric és un vector {\displaystyle {\vec {D}}({\vec {r}},t)} = D(r,t), en funció de la posició a l'espai {\displaystyle {\vec {r}}} = r i del temps t, o també {\displaystyle {\vec {D}}({\vec {r}},\omega )} = D(r,{\displaystyle \omega }) en funció de la posició a l'espai {\displaystyle {\vec {r}}}=r i la freqüència {\displaystyle \omega }, que apareix a les equacions de Maxwell. És una generalització del camp elèctric en presència d'un dielèctric. De vegades també és anomenat com camp de desplaçament elèctric o densitat de flux elèctric.
A la major part dels materials {\displaystyle {\vec {D}}} pot ser calculat com 
{\displaystyle {\vec {D}}=\varepsilon \ {\vec {E}}}
on {\displaystyle \varepsilon } és la permitivitat elèctrica del material, que en un medi lineal, no isotròpic és un tensor de segon ordre (una matriu).

## Unitats
Al Sistema Internacional d'Unitats {\displaystyle {\vec {D}}} es mesura en Coulombs per metre quadrat, és a dir C/m² o també C.m-2.
La utilització d'aquestes unitats resulta de l'equació d'Ampère-Maxwell:
{\displaystyle {\vec {\nabla }}\times {\vec {H}}={\vec {J}}+{\frac {\partial {\vec {D}}}{\partial t}}}
on {\displaystyle {\vec {H}}} s'expressa en amperes per metre (A.m-1), i {\displaystyle {\vec {J}}} en Amperes per metre quadrat (A.m-2). {\displaystyle {\vec {D}}} ha de ser expressat en amperes per metre quadrat per segon (A.m-2.s), el que dona coulombs per metre quadrat (C.m-2), car el coulomb és per definició la quantitat d'electricitat que travessa una secció d'un conductor recorregut per un corrent d'intensitat d'1 ampere durant 1 segon (1 C = 1 A.s).
Si mesurem B i H en tesles i E i D en newtons per coulombs, llavors l'equació esdevé:
{\displaystyle \nabla \times \mathbf {H} =\mu _{0}\mathbf {J} +{\frac {1}{c^{2}}}{\frac {\partial \mathbf {D} }{\partial t}}}
Que mostra perquè hom prefereix expressar B i H amb unitats diferents que D i E.
Les unitats escollides han variat al llarg de la història, per exemple en sistema d'unitats electromagnètiques, al que la unitat de càrrega es defineix com {\displaystyle 1/4\pi \varepsilon _{0}=1} (adimensional), D i E s'expressen a les mateixes unitats.

## Relació amb el camp electromagnètic
En general, es considera que un medi lineal {\displaystyle {\vec {D}}({\vec {r}},\omega )} es relaciona amb el camp elèctric {\displaystyle {\vec {E}}({\vec {r}},\omega )} per la relació:
{\displaystyle {\vec {D}}({\vec {r}},\omega )\ =\ \epsilon ({\vec {r}},\omega )*{\vec {E}}({\vec {r}},\omega )}
on {\displaystyle \epsilon ({\vec {r}},\omega )} representa la permitivitat absoluta del medi, que és una matriu 3x3 als medis anisotròpics, i una funció als medis isotròpics. Aquesta relació no és universal, per exemple:
no afecta els medis elèctricament no lineals ({\displaystyle {\vec {D}}({\vec {r}},\omega )} que depenen també dels termes quadràtics de {\displaystyle {\vec {E}}({\vec {r}},\omega )}), 
{\displaystyle {\vec {D}}={\frac {\vec {E}}{\|{\vec {E}}\|}}\left(\varepsilon ^{(1)}\cdot \|{\vec {E}}\|+\varepsilon ^{(2)}\cdot \|{\vec {E}}\|^{2}+\varepsilon ^{(3)}\cdot \|{\vec {E}}\|^{3}+\cdots \right)}
ni els medis amb la propietat de quiralitat electromagnètica (({\displaystyle {\vec {D}}({\vec {r}},\omega )} que depenen linealment de {\displaystyle {\vec {E}}({\vec {r}},\omega )} però també del camp magnètic {\displaystyle {\vec {H}}({\vec {r}},\omega )}).

## Desplaçament elèctric a un condensador
Per un condensador, la densitat de càrrega a les plaques és igual al valor del camp D entre les plaques. Això es desprèn directament de la llei de Gauss, si integrem a una petita caixa rectangular les plaques del condensador:
{\displaystyle \oint _{A}\mathbf {D} \cdot d\mathbf {A} =Q}

on A representa l'àrea orientada de la caixa i Q la càrrega acumulada pel condensador. La part de la caixa que és entre les plaques té un camp nul, així aquesta part de la integral és zero. Als extrems de la caixa, {\displaystyle d\mathbf {A} } és perpendicular al camp, per tant aquesta part de la integral també és zero. Al final tenim:
{\displaystyle |\mathbf {D} |={\frac {Q}{A}}}
que representa la densitat de càrrega de les plaques.